# (31089) 1997 BW1
(31089) 1997 BW1 est un astéroïde de la ceinture principale d'astéroïdes découvert en 1997.

## Description
(31089) 1997 BW1 a été découvert le 29 janvier 1997 à l'observatoire astronomique d'Ōizumi, situé à Ōizumi, dans la préfecture de Gunma, au Japon, par Takao Kobayashi.

### Caractéristiques orbitales
L'orbite de cet astéroïde est caractérisée par un demi-grand axe de 2,98 ua, un périhélie de 2,26 ua, une excentricité de 0,24 et une inclinaison de 4,79° par rapport à l'écliptique. Du fait de ces caractéristiques, à savoir un demi-grand axe compris entre 2 et 3,2 ua et un périhélie supérieur à 1,666 ua, il est classé, selon la JPL Small-Body Database, comme objet de la ceinture principale d'astéroïdes.

### Caractéristiques physiques
(31089) 1997 BW1 a une magnitude absolue (H) de 14,9 et un albédo estimé à 0,201.